# Wolfgang Winkler (Regierungspräsident)
Wolfgang Winkler (* 24. Februar 1924 in Erlangen; † 21. April 2005) war ein deutscher Verwaltungsjurist.

## Werdegang
Winkler studierte an der Friedrich-Alexander-Universität Rechtswissenschaft. 1954 wurde er mit Harald Hofmann im Corps Bavaria Erlangen aktiv.
Winkler war von 1969 bis 1973 Regierungsvizepräsident von Mittelfranken und vom 1. April 1973 bis zum Eintritt in den Ruhestand am 28. Februar 1989 Regierungspräsident des bayerischen Regierungsbezirks Oberfranken.

## Ehrungen
- Verdienstorden der Bundesrepublik Deutschland, Verdienstkreuz am Bande (1976)
- Verdienstkreuz 1. Klasse (1983)
- Großes Verdienstkreuz (1989)
- Bayerischer Verdienstorden